# Хиндл, Джон
Джон Э. Хиндл (англ. John A. Hindle, 20 ноября 1934 — 2012 или 2013) — британский бизнесмен и хоккеист (хоккей на траве), нападающий.

## Биография
Джон Хиндл родился 20 ноября 1934 года.
Играл в хоккей на траве за Престон.
В 1960 году вошёл в состав сборной Великобритании по хоккею на траве на Олимпийских играх в Риме, занявшей 4-е место. Играл на позиции нападающего, провёл 6 матчей, забил 1 мяч в ворота сборной Бельгии.
В 1964 году вошёл в состав сборной Великобритании по хоккею на траве на Олимпийских играх в Токио, поделившей 9-10-е места. Играл на позиции нападающего, провёл 3 матча, мячей не забивал.
Жил в окрестностях Манчестера, занимался строительным бизнесом. В 1996—2012 годах был директором фирмы Brookhouse Properties. В 2005 году личный капитал Хиндла, по данным The Sunday Times, составил 102 миллиона фунтов стерлингов.
Умер в 2012 или 2013 году.

## Семья
Дочь Джона Хиндла Эмма Хиндл (род. 1975) занималась конным спортом, выступала в выездке на летних Олимпийских играх 2004 и 2008 годах. Она унаследовала бизнес отца.